# Hyborhabdus singularis
Hyborhabdus singularis är en skalbaggsart som beskrevs av Aurivillius 1911. Hyborhabdus singularis ingår i släktet Hyborhabdus och familjen långhorningar. Inga underarter finns listade i Catalogue of Life.